# دیگه برام مهم نیست
دیگه برام مهم نیست (به انگلیسی: Over It) نخستین آلبوم استودیویی از خوانندهٔ آمریکایی سامر واکر می‌باشد که در ۴ اکتبر سال ۲۰۱۹ از سوی لاو رنسانس و اینترسکوپ منتشر گردید. تک‌آهنگ‌های «ادا درآوردن»، «تورو می‌گسترانم» و «دوام آوردن» و همچنین ریمیکس «دختران به محبت نیاز دارند» به‌همراهٔ دریک در این آلبوم قرار دارند. واکر در این آلبوم با هنرمندانی همچو برایسون تیلر، آشر، سیکس‌لک، پارتی‌نکست‌دور، ا بوگی ویت دا هودی، جنه آیکو همکاری نموده‌است. بیشتر ترانه‌های آلبوم را دوست‌پسر واکر در آن زمان یعنی لاندن آن د ترک تهیه کرده‌است. اولین و آخرین تور واکر که از ۲۵ اکتبر سال ۲۰۱۹ شروع شده بود، این آلبوم را مورد حمایت قرار داد.